# Гранкона
Гранкона (итал. Grancona) је насеље у Италији у округу Виченца, региону Венето.
Према процени из 2011. у насељу је живело 86 становника. Насеље се налази на надморској висини од 168 м.

## Становништво
| 1951. | 1961. | 1971. | 1981. | 1991. | 2001. | 2011. |
| ----- | ----- | ----- | ----- | ----- | ----- | ----- |
| 1.963 | 1.486 | 1.422 | 1.471 | 1.595 | 1.746 | 1.894 |